# Gunn Marit Helgesen
Pour les articles homonymes, voir Helgesen.
Gunn Marit Helgesen, née le 30 octobre 1958 à Porsgrunn, est une femme politique norvégienne, membre du Parti conservateur (Høyre). 

## Biographie
Helgesen est la chef du conseil du comté de Telemark (fylkesordfører) depuis 2003 et membre du parti conservateur Høyre. Elle habite Porsgrunn.
Mme Helgesen est élue présidente de la commission de la Mer du Nord le 18 juin 2004 à Göteborg en Suède. 
Son mandat en tant que fylkesordfører s'achève en 2011.
Mme Gunn Marit Helgesen est réélue présidente de la Chambre des régions du Congrès des pouvoirs locaux et régionaux du Conseil de l'Europe, le 6 novembre 2018 pour un mandat de deux ans.

## Référence
1. ↑  Offisiell valgliste ved stortingsvalget i Telemark 2009 - Høyre
2. ↑  http://www.congressdatabase.coe.int/WebForms/Public/FicheIndiv.aspx?id=74f557f1-691f-43f5-9b83-33e14142f188